# 种暠
种 暠（ちゅう こう、103年（永元15年） - 163年4月2日（延熹6年2月11日））は、後漢の政治家。字は景伯。本貫は河南尹洛陽県。司徒。

## 経歴
周の仲山甫の末裔とされる。种暠の父は定陶県令をつとめ、三千万の財産があった。父が死去すると、种暠はその財産を一族や郷里の貧しい者たちに分配した。洛陽県の門下史を初任とした。河南尹の田歆が外甥の王諶に孝廉に挙げるべき人物を求めさせたところ、王諶は大陽郭で种暠を見て感心し、田歆に推薦した。田歆は「山沢に隠れ住む人物を得るべきところ、洛陽の吏を推挙するのか」と笑ったが、王諶が「山沢には必ずしも異士がいるわけではなく、異士は必ずしも山沢にいるわけではない」といって強く勧めるので、田歆は种暠を役所に召し出した。种暠の応答が論理だっていたため、田歆は優れた人物であることを知り、种暠に主簿を代行させ、孝廉に察挙した。种暠は太尉府に召し出され、高第に挙げられた。
順帝の末年、种暠は侍御史となった。ときに八使として光禄大夫の杜喬や周挙らが派遣され、多くの糾弾の上奏がなされていたが、大将軍の梁冀や宦官たちは互いにかばい合って、事案はみなもみ消されていた。种暠は侍御史として糾弾を任務とし、汚職や非行を事件化した。八使が蜀郡太守の劉宣らの罪を明らかにすると、种暠はこれを糾弾して処刑させた。また刺史や太守で汚職のために任に耐えない者を挙げて免官を求めた。
种暠は承光宮で皇太子を監督する役目に抜擢された。中常侍の高梵が単駕で太子を出迎えようとしたが、高梵が証明となるものを持ち合わせていなかったため、太傅の杜喬らは疑って従おうとせず、押し問答で困惑しきりであった。种暠は手剣を構えて車に向き合い、「太子は国の後継ぎであり、人命の係るところである。いま常侍は皇帝の命令書なしにやってきたが、どうして悪巧みでないと知れようか。命令違反の咎めを受けるなら私が今日死ぬだけである」といった。高梵は恐れて手向かいせず、宮殿に馳せ戻ってこのことを上奏した。詔書がやってきて、太子はようやく行くことができた。このことで杜喬や順帝も种暠の沈着さに感心した。
种暠は益州刺史として出向した。刺史の職にあること3年、諸民族の統御に意を用い、岷山の部落を漢に服属させた。白狼・槃木・唐菆・邛・僰の諸国は、前刺史の朱酺の死後から関係が絶えていたが、种暠が赴任して以降、関係は改善に向かった。ときに永昌太守の劉君世が紋様のある蛇を黄金で鋳造して梁冀に献上した。种暠は劉君世を逮捕して上奏したが、廷尉と御史の2府は梁冀の権勢を恐れて事件化しようとしなかった。巴郡の服直が数百人を集めて「天王」を自称すると、种暠は巴郡太守の応承とともに討捕に向かったが敗れ、官吏や民衆に被害を出した。梁冀はこれに乗じて种暠を陥れようと、种暠と応承を逮捕させた。太尉の李固がふたりを弁護する上奏をおこない、皇太后の梁妠も口添えしたので、种暠と応承の罪は赦され、免官のみにとどまった。
後に涼州の羌が反抗の動きをみせると、种暠は涼州刺史となり、民衆の支持をえた。任期を終えて朝廷が种暠を召還しようとすると、涼州の官吏や民衆たちが宮殿を訪れて留任を求めたため、太后は感心して留任を許した。种暠は1年間涼州にとどまり、漢陽太守に転出することになった。涼州の諸民族の男女たちが漢陽郡の境まで种暠を送り、种暠と互いに別れを惜しんだため、千里の道行きを車に乗ることができなかった。漢陽郡に到着すると、羌や諸民族の教化につとめ、侵犯や掠奪を禁止した。後に使匈奴中郎将に転じた。遼東郡の烏桓が反乱を起こしたため、种暠は遼東太守に転じた。烏桓は進んで帰服し、种暠を郡境で迎えた。後に种暠は事件で罪を問われて免官され、洛陽に帰った。
後に司隷校尉が賢良方正に推挙したが、种暠は応じなかった。召し出されて議郎に任じられ、南郡太守として出向し、入朝して尚書となった。匈奴が并州と涼州に侵攻すると、桓帝は种暠を度遼将軍に抜擢した。种暠が営所に到着すると、まず利益と信用を示して、諸民族の降伏を誘い、それでも服従しない者を攻撃した。諸民族の慰撫に心をくだき、信賞がはっきりしていたため、羌・亀茲・莎車・烏孫らがみな帰服したとされる。
後に入朝して大司農となった。161年（延熹4年）2月、司徒となった。橋玄や皇甫規らを推挙して栄達させ、かれらは後漢末の名臣として知られるようになった。163年（延熹6年）2月11日（戊午）、种暠は死去した。享年は61。

## 子女
- 种岱
- 种払

## 伝記資料
- 『後漢書』巻56 列伝第46